# Мадагаскарские веслоноги
Мадагаскарские веслоноги (лат. Boophis) — род лягушек из подсемейства Boophinae семейства мантеллы.

## Описание
Как и большинство лягушек этого семейства, мадагаскарские веслоноги небольших размеров, ядовиты, имеют яркую окраску и обитают на деревьях. Образ жизни их подобен ведомому древесными лягушками. Обитают представители рода Boophis лишь на Мадагаскаре и острове Майотта. Они являются единственным родом в подсемействе Boophinae.
Большинство видов этого рода лягушек имеют почти прозрачную кожу, позволяющую видеть сквозь неё кости и внутренние органы животного, как это имеет место у стеклянных лягушек (Centrolenidae), обитающих в тропических лесах Америки.

## Классификация
На ноябрь 2018 года в род включают 78 видов:
- Boophis albilabris (Boulenger, 1888) — Белокаёмчатый веслоног
- Boophis albipunctatus Glaw & Thiesmeier, 1993
- Boophis andohahela Andreone, Nincheri & Piazza, 1995
- Boophis andrangoloaka (Ahl, 1928)
- Boophis andreonei Glaw & Vences, 1994
- Boophis anjanaharibeensis Andreone, 1996
- Boophis ankarafensis at al., 2014
- Boophis ankaratra Andreone, 1993
- Boophis arcanus Glaw at al., 2010
- Boophis axelmeyeri Vences, Andreone & Vieites, 2005
- Boophis baetkei Köhler, Glaw & Vences, 2008
- Boophis blommersae Glaw & Vences, 1994
- Boophis boehmei Glaw & Vences, 1992
- Boophis boppa Hutter at al., 2015
- Boophis bottae Vences & Glaw, 2002
- Boophis brachychir (Boettger, 1882)
- Boophis burgeri Glaw & Vences, 1994
- Boophis calcaratus Vallan, Vences & Glaw, 2010
- Boophis doulioti (Angel, 1934)
- Boophis elenae Andreone, 1993
- Boophis englaenderi Glaw & Vences, 1994
- Boophis entingae Glaw at al., 2010
- Boophis erythrodactylus (Guibé, 1953) — Пахучий веслоног
- Boophis fayi Köhler, Glaw at al., 2011
- Boophis feonnyala Glaw at al., 2001
- Boophis goudotii Tschudi, 1838 — Чёрно-жёлтый веслоног, или краснопятнистый веслоног, или шагреневый веслоног, или разноцветный веслоног
- Boophis guibei (McCarthy, 1978) — Зернистый веслоног
- Boophis haematopus Glaw at al., 2001
- Boophis haingana Glaw at al., 2010
- Boophis idae (Steindachner, 1867) — Синебокий веслоног, или веслоног Хиллениуса
- Boophis jaegeri Glaw & Vences, 1992
- Boophis laurenti Guibé, 1947 — Веслоног Лорана, или веслоног Бриго
- Boophis liami Vallan, Vences & Glaw, 2003
- Boophis lichenoides Vallan at al., 1998
- Boophis lilianae Köhler, Glaw & Vences, 2008
- Boophis luciae Glaw at al., 2010
- Boophis luteus (Boulenger, 1882) — Красноглазый веслоног
- Boophis madagascariensis (Peters, 1874) — Мадагаскарский веслоног
- Boophis majori (Boulenger, 1896) — Птицеголосый веслоног
- Boophis mandraka Blommers-Schlösser, 1979 — Полосатоголовый веслоног
- Boophis marojezensis Glaw & Vences, 1994
- Boophis masoala Glaw et al., 2018
- Boophis miadana Glaw at al., 2010
- Boophis microtympanum (Boettger, 1881) — Горный веслоног
- Boophis miniatus (Mocquard, 1902) — Бежевый веслоног
- Boophis narinsi Vences at al., 2012
- Boophis obscurus (Boettger, 1913)
- Boophis occidentalis Glaw & Vences, 1994
- Boophis opisthodon (Boulenger, 1888) — Веслоног-трубач
- Boophis pauliani (Guibé, 1953) — Крохотный веслоног
- Boophis periegetes Cadle, 1995
- Boophis picturatus Glaw at al., 2001
- Boophis piperatus Glaw at al., 2010
- Boophis popi Köhler at al., 2011
- Boophis praedictus Glaw at al., 2010
- Boophis pyrrhus Glaw at al., 2001
- Boophis quasiboehmei Vences at al., 2010
- Boophis rappiodes (Ahl, 1928) — Красно-жёлтый веслоног
- Boophis reticulatus Blommers-Schlösser, 1979 — Бурый веслоног
- Boophis rhodoscelis (Boulenger, 1882) — Ручьевой веслоног
- Boophis roseipalmatus Glaw at al., 2010
- Boophis rufioculis Glaw & Vences, 1997
- Boophis sambirano Vences & Glaw, 2005
- Boophis sandrae Glaw at al., 2010
- Boophis schuboeae Glaw & Vences, 2002
- Boophis septentrionalis Glaw & Vences, 1994
- Boophis sibilans Glaw & Thiesmeier, 1993
- Boophis solomaso Vallan, Vences & Glaw, 2003
- Boophis spinophis Glaw at al., 2010
- Boophis tampoka Köhler, Glaw & Vences, 2008
- Boophis tasymena Vences & Glaw, 2002
- Boophis tephraeomystax (Duméril, 1853) — Прибрежный веслоног, или кирпичный веслоног
- Boophis tsilomaro Vences at al., 2010
- Boophis ulftunni Wollenberg at al., 2008
- Boophis viridis Blommers-Schlösser, 1979 — Тёмно-зелёный веслоног
- Boophis vittatus Glaw at al., 2001
- Boophis williamsi (Guibé, 1974) — Буропятнистый веслоног
- Boophis xerophilus Glaw & Vences, 1997